# 答里麻失里
答里麻失里，《高丽史》作达麻实里，出身高丽王朝的女性，元朝元仁宗的皇后（第二皇后）。
《元史·后妃表》记载答里麻失里是仁宗的皇后。根据《高丽史·卷一百四》记载，她是高丽光州金氏官员金周鼎的孙女，金深的女儿。至治二年（1322年）三月，因财政问题，元朝停诸王赏赉和皇后答里麻失里的岁赐。《元史·百官志》记载承徽寺掌管答里麻失里（答儿麻失里）威下钱粮营缮等事。当时仁宗的大皇后阿纳失失里已经去世，而由答里麻失里主持承徽寺。《百官志》取材于元文宗时代的《经世大典》，有学者认为她活到文宗时代，主持仁宗斡耳朵。《蒙兀兒史記》认为她是兀都思不花的母亲。